# 1919.
◄ | 19. stoljeće | 20. stoljeće | 21. stoljeće | ►
◄ | 1880-ih | 1890-ih | 1900-ih | 1910-ih | 1920-ih | 1930-ih | 1940-ih | ►
◄◄ | ◄ | 1916. | 1917. | 1918. | 1919. | 1920. | 1921. | 1922. | ► | ►►
Arhitektura • Astronomija • Biologija • Film • Fotografija • Glazba • Kazalište • Kemija • Kiparstvo • Knjige • Književnost • Kršćanstvo • Meteorologija • Medicina • Planinarstvo • Politika • Pravo • Promet • Slikarstvo • Strip • Šport • Televizija • Znanost • Zrakoplovstvo • Željeznički promet

## Događaji
- 1. siječnja – Ciliciju zauzeli Francuzi.
- 5. – 14. siječnja – U političkim borbama u Berlinu poražena revolucionarna radnička ljevica; ubijeni Rosa Luxemburg i Karl Liebknecht.
- 18. siječnja – Početak mirovne konferencije u Versaillesu.
- 18. siječnja – Izbori u Njemačkoj.
- 11. veljače – Friedrich Ebert izabran za predsjednika republike u Njemačkoj.
- 2. ožujka – U Moskvi osnovana Komunistička internacionala (Kominterna).
- 21. ožujka – Proglašena Mađarska sovjetska republika.
- 4. travnja – Početak Sun Jat Sen-ove kulturne revolucije u Kini.
- 7. travnja – U Münchenu proglašena Bavarska Sovjetska Republika.
- 15. travnja – U Zagrebu osnovan Jugoslavenski nogometni savez.
- 20. – 23. travnja – U Beogradu osnovana Socijalistička stranka Jugoslavije, 1920. prozvana Komunističkom partijom Jugoslavije (KPJ).
- 29. travnja – Prihvaćen Pakt od 26 točaka, Temeljni propis Lige naroda.
- 3. svibnja – Kraj Bavarske Sovjetske Republike u Münchenu.
- 8. lipnja – U Zagrebu se održao skup svih masonskih loža u Kraljevini Jugoslaviji s ciljem formiranja Velike lože Srba, Hrvata i Slovenaca "Jugoslavija"
- 9. lipnja – U Zagrebu je održana osnivačka skupština na kojoj je uspostavljena Velika loža Srba, Hrvata i Slovenaca "Jugoslavija", sa sjedištem u Beogradu.
- 28. lipnja – Njemačka potpisuje Versailleski ugovor.
- 6. kolovoza – Antantine intervencionističke čete zauzimaju Budimpeštu; kraj Mađarske sovjetske republike.
- 1. rujna – Osnovano Sveučilište Srba, Hrvata i Slovenaca u Ljubljani, s Teološkim fakultetom kao prvom sastavnicom.
- 16. rujna – Potpisan mirovni ugovor između sila Antante i Austrije u Saint-Germainu.
- 27. studenoga – Potpisan mirovni ugovor s Bugarskom u Neuillyju.
- 14. prosinca – U Zagrebu osnovan Jugoslavenski olimpijski odbor.
- Arhitekt Walter Gropius osnovao prvu školu dizajna Bauhaus u Weimaru, Njemačka.

## Rođenja

### Siječanj – ožujak
- 10. siječnja – Janko Bobetko, general Hrvatske vojske († 2003.)
- 31. siječnja – Jackie Robinson, američki igrač bejzbola († 1972.)
- 7. veljače – Desmond Doss, američki bolničar, heroj († 2006.)
- 25. veljače – Ivo Bagarić, hrvatski teolog, povjesničar, svećenik i redovnik († 2009.)
- 17. ožujka – Nat King Cole, američki pjevač i glumac († 1965.)

### Travanj – lipanj
- 3. travnja – Ante Bilobrk, narodni heroj Jugoslavije († 1943.)
- 6. travnja – Albert Kinert, hrvatski slikar i grafičar († 1987.)
- 11. travnja – Albertina Berkenbrock, brazilska mučenica († 1931.)
- 15. travnja – Franjo Kuharić, hrvatski kardinal († 2002.)
- 7. svibnja – Eva Perón, bivša prva dama Argentine († 1952.)
- 9. svibnja – Petar Rajkovačić, hrvatski vojni zapovjednik
- 23. svibnja – Betty Garrett, američka glumica († 2011.)
- 25. svibnja – Stjepan Tomičić, hrvatski novinar († 1999.)
- 21. lipnja – Antonia Mesina, talijanska katolička blaženica († 1935.)

### Srpanj – rujan
- 20. srpnja – Edmund Hillary, novozelandski planinar († 2008.)
- 28. srpnja – Milan Horvat, hrvatski dirigent i glazbeni pedagog († 2014.)
- 1. rujna – Antun Masle, hrvatski slikar († 1967.)
- 9. rujna – Slavko Striegl, hrvatski akademski slikar
- 10. rujna – Marija Ivković Ivandekić, hrvatska slikarica naive(† 2006.)
- 11. rujna – Viki Glovacki, hrvatski zabavni umjetnik, glumac i pjevač († 1976.)
- 21. rujna – Mirko Božić, hrvatski književnik († 1995.)
- 26. rujna – Matilde Camus, španjolska pjesnikinja († 2012.)
- 31. kolovoza – Drago Grdenić, hrvatski akademik i kemičar († 2018.)

### Listopad – prosinac
- 22. listopada – Doris Lessing, engleska književnica i nobelovka († 2013.)
- 26. listopada – Mohammed Reza Pahlavi, perzijski šah († 1980.)
- 19. studenoga – Ćiril Kos, đakovačko-srijemski biskup († 2003.)
- 8. prosinca – Marijan Oblak, zadarski nadbiskup († 2008.)
- 18. prosinca – Jure Kaštelan, hrvatski pjesnik († 1990.)

## Smrti

### Siječanj – ožujak
- 6. siječnja – Theodore Roosevelt, američki političar i predsjednik (* 1858.)
- 15. siječnja – Rosa Luxemburg, njemačka političarka (* 1871.)
- 27. siječnja – Endre Ady, mađarski pjesnik (* 1877.)
- 10. veljače – Antun Radić, hrvatski političar (* 1868.)

### Travanj – lipanj
- 4. travnja – Francisco Marto, portugalski katolički blaženik (* 1908.)
- 7. travnja – Jozafata Hordaševska, ukrajinska redovnica (* 1869.)
- 10. travnja – Emiliano Zapata, meksički revolucionar (* 1879.)
- 25. svibnja – Madam C. J. Walker, američka poduzetnica (* 1867.)
- 26. svibnja – Milan Amruš, hrvatski liječnik i političar (* 1848.)

### Srpanj – rujan
- 9. kolovoza – Ruggiero Leoncavallo, talijanski skladatelj (* 1858.)
- 23. rujna – Ignjat Borštnik, slovensko-hrvatski glumac (* 1858.)

### Listopad – prosinac
- 7. studenoga – Hugo Haase, njemački političar i kancelar (* 1863.)
- 17. prosinca – Pierre-Auguste Renoir, francuski slikar (* 1841.)

## Nobelova nagrada za 1919. godinu
- Fizika: Johannes Stark
- Kemija: nije dodijeljena
- Fiziologija i medicina: Jules Bordet
- Književnost: Carl Spitteler
- Mir: Thomas Woodrow Wilson

## Vanjske poveznice
|  | Zajednički poslužitelj ima još gradiva o temi 1919. |